# Liste de revues d'informatique
Vous êtes invité à donner votre avis sur cette page de discussion, de manière argumentée en vous aidant notamment des critères d’admissibilité ou en présentant des sources extérieures et sérieuses.  
Après avoir apposé le modèle {{Admissibilité}} sur une page, suivez les étapes expliquées sur Wikipédia:Débat d'admissibilité/Aide :
| 1. | Créez la page de débat d'admissibilité.                                                                      | Sauvegardez d’abord la page pour l’initialiser puis indiquez votre motivation.                        |
| 2. | Important : ajoutez une entrée dans la section Débat d'admissibilité du jour.                                | Utilisez ce texte : *{{L\|Liste de revues d'informatique}}                                            |
| 3. | Pensez à informer les contributeurs principaux de la page et les projets associés lorsque cela est possible. | Utilisez ce texte : {{subst:Avertissement débat d'admissibilité\|Liste de revues d'informatique}}~~~~ |

- Haut – A
- B
- C
- D
- E
- F
- G
- H
- I
- J
- K
- L
- M
- N
- O
- P
- Q
- R
- S
- T
- U
- V
- W
- X
- Y
- Z

## Titres par ordre alphabétique

### A
- ACM Computing Reviews
- ACM Computing Surveys
- ACM Transactions on Algorithms
- ACM Transactions on Computational Logic
- ACM Transactions on Database Systems
- ACM Transactions on Graphics
- ACM Transactions on Information Systems
- ACM Transactions on Multimedia Computing, Communications, and Applications
- ACM Transactions on Programming Languages and Systems
- ACM Transactions on Software Engineering and Methodology
- Acta Informatica
- Adaptive Behavior (journal) (en)
- ALGOL Bulletin (en)
- Algorithmica
- Algorithms (journal) (en)
- Applied Artificial Intelligence (en)
- Applied Computer Science (pl)
- Archives of Computational Methods in Engineering (en)
- Artificial Intelligence
- Astronomy and Computing (en)
- Autonomous Agents and Multi-Agent Systems (en)

### B
- Journal of the Brazilian Computer Society (en)

### C
- Cluster Computing (journal) (en)
- Code Words (en)
- Cognitive Systems Research (journal) (en)
- Combinatorica
- Combinatorics, Probability and Computing
- Communications of the ACM
- Computational and Mathematical Organization Theory (en)
- Computational Intelligence (journal) (en)
- Computational Mechanics (journal) (en)
- Computer Aided Surgery (journal) (en)
- The Computer Journal
- Computer Law & Security Review (en)
- Computer Networks (journal) (en)
- Computer Science (journal) (en)
- Computing
- Concurrent Engineering (journal)
- Cybernetics and Human Knowing (en)

### D
- Data Mining and Knowledge Discovery (en)
- Discrete Mathematics & Theoretical Computer Science
- Distributed Computing (journal) (en)

### E
- Electronic Letters on Computer Vision and Image Analysis (en)
- Electronic Notes in Theoretical Computer Science
- Electronic Proceedings in Theoretical Computer Science
- EURASIP Journal on Advances in Signal Processing (en)
- Evolutionary Computation (journal) (en)

### F
- First Monday (journal) (en)
- Formal Aspects of Computing (en)
- Foundations and Trends in Communications and Information Theory (en)
- Foundations and Trends in Computer Graphics and Vision (en)
- Foundations and Trends in Theoretical Computer Science (en)
- Fundamenta Informaticae
- Fuzzy Sets and Systems (en)

### H
- Higher-Order and Symbolic Computation (en)

### I
- ICGA Journal (en)
- IEEE/ACM Transactions on Networking (en)
- IEEE Annals of the History of Computing (en)
- IEEE Intelligent Systems (en)
- IEEE Internet Computing
- IEEE Micro (en)
- IEEE MultiMedia (en)
- IEEE Software (en)
- IEEE Transactions on Computers
- IEEE Transactions on Control Systems Technology
- IEEE Transactions on Evolutionary Computation (en)
- IEEE Transactions on Fuzzy Systems (en)
- IEEE Transactions on Information Forensics and Security (en)
- IEEE Transactions on Information Theory
- IEEE Transactions on Learning Technologies (en)
- IEEE Transactions on Mobile Computing (en)
- IEEE Transactions on Multimedia (en)
- IEEE Transactions on Neural Networks and Learning Systems
- IEEE Transactions on Pattern Analysis and Machine Intelligence
- IEEE Transactions on Software Engineering (en)
- The Imaging Science Journal (en)
- Information and Computation
- Information Processing Letters
- Information Services & Use (en)
- Information Systems (journal) (en)
- Information Systems Journal (en)
- Innovations in Systems and Software Engineering (en)
- International Institute for Advanced Studies in Systems Research and Cybernetics (en)
- International Journal of Advanced Computer Technology (en)
- International Journal of Applied Mathematics and Computer Science (en)
- International Journal of Computational Geometry and Applications
- International Journal of Computational Intelligence and Applications (en)
- International Journal of Computational Methods (en)
- International Journal of Computer Assisted Radiology and Surgery (en)
- International Journal of Computer Processing of Languages (en)
- International Journal of Computer Vision
- International Journal of Cooperative Information Systems (en)
- International Journal of Creative Computing (en)
- International Journal of Foundations of Computer Science
- International Journal of High Performance Computing Applications (en)
- International Journal of Human-Computer Studies
- International Journal of Image and Graphics (en)
- International Journal of Information Acquisition (en)
- International Journal of Information Technology
- International Journal of Information Technology & Decision Making (en)
- International Journal of Innovation and Technology Management (en)
- International Journal of Modelling and Simulation (en)
- International Journal of Pattern Recognition and Artificial Intelligence (en)
- International Journal of Shape Modeling (en)
- International Journal of Software and Informatics (en)
- International Journal of Software Engineering and Knowledge Engineering (en)
- International Journal of Uncertainty, Fuzziness and Knowledge-Based Systems (en)
- International Journal of Wavelets, Multiresolution and Information Processing (en)
- International Journal of Wireless Information Networks (en)
- International Journal on Artificial Intelligence Tools (en)
- International Journal of Sensors, Wireless Communications and Control (en)

### J
- Journal of Advances in Information Fusion (en)
- Journal of Artificial Intelligence Research
- Journal of Automata, Languages and Combinatorics
- Journal of Automated Reasoning (en)
- Journal of Bioinformatics and Computational Biology (en)
- Journal of Chemical Information and Modeling
- Journal of Cheminformatics (en)
- Journal of Circuits, Systems, and Computers (en)
- Journal of Communications and Networks (en)
- Journal of Computational Geometry
- Journal of Computer and System Sciences
- Journal of Computer-Mediated Communication (en)
- Journal of Cryptology
- Journal of Experimental and Theoretical Artificial Intelligence (en)
- Journal of Formalized Reasoning
- Journal of Functional Programming
- Journal of Graph Algorithms and Applications
- Journal of Graph Theory
- Journal of Graphics Tools (en)
- Journal of Grid Computing (en)
- Journal of Information Technology & Politics (en)
- Journal of Interconnection Networks (en)
- Journal of Logic and Computation
- Journal of Logical and Algebraic Methods in Programming (en)
- Journal of Machine Learning Research
- Journal of Multimedia (en)
- The Journal of Object Technology (en)
- Journal of Software: Evolution and Process (en)
- Journal of Statistical Software
- Journal of Strategic Information Systems (en)
- The Journal of Supercomputing (en)
- Journal of Symbolic Computation
- Journal of Systems and Software (en)
- Journal of the ACM
- Journal of Web Semantics (en)
- Journal of Universal Computer Science

### K
- Kybernetes (en)

### L
- Logical Methods in Computer Science

### M
- Machine Learning
- Machine Vision and Applications (en)
- Mathematics and Computer Education (en)
- Minds and Machines (en)
- Mobile Computing and Communications Review (en)
- Molecular Informatics

### N
- Natural Computing
- Neural Networks (journal) (en)
- Neural Computation
- Neurocomputing (journal) (en)

### P
- Parallel Processing Letters (en)
- Pattern Recognition Letters
- Performance Evaluation (en)
- Personal and Ubiquitous Computing (en)
- Presence: Teleoperators & Virtual Environments (en)
- Probability in the Engineering and Informational Sciences (en)
- Proceedings of the IEEE
- Program: Electronic Library and Information Systems (en)

### R
- ReCALL (journal) (en)

### S
- Science Software Quarterly (en)
- Scientific Computing & Instrumentation (en)
- SIAM Journal on Computing
- SIAM Journal on Scientific Computing
- Simulation & Gaming (en)
- Software and Systems Modeling (en)
- Software Testing, Verification & Reliability (en)

### T
- Theoretical Computer Science
- Theory of Computing Systems
- Theoretical Issues in Ergonomics Science (en)
- Transactions on Aspect Oriented Software Development (en)
- TUGboat (en)